# Pubblifollia - A New York qualcuno impazzisce
Pubblifollia - A New York qualcuno impazzisce (Crazy People) è un film del 1990, diretto da Tony Bill.